# Mahamat Al-Khatim

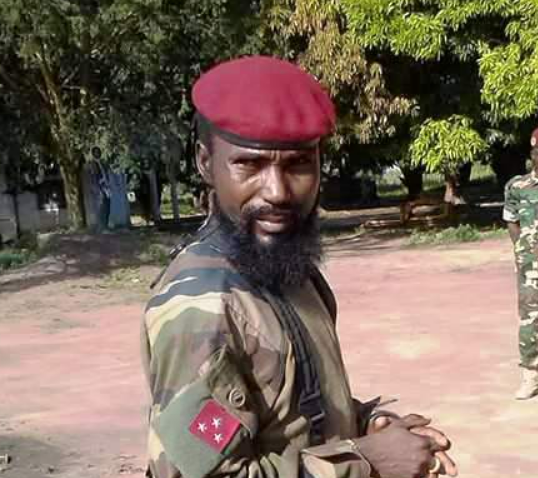

Mahamat al-Khatim, também conhecido como Mamahat al-Hissène, de nacionalidade chadiana, é o líder do Movimento Patriótico para a República Centro-Africana (MPC), movimento político-militar centro-africano.

## Biografia
Mahamat Al-Khatim é um árabe chadiano pertencente ao grupo étnico Salamat. Em algum momento, rebelou-se contra o governo chadiano, mas foi reintegrado ao Exército Nacional do Chade em 1997. Ele estava entre os chamados "libertadores", ou seja, os combatentes que participaram do golpe de Estado que levou François Bozizé ao poder em março de 2003.  Foi nomeado governador militar do Palácio Presidencial. Porém acabaria, em 2013, juntando-se à coalizão Séléka. Em julho de 2015, criou o grupo armado Movimento Patriótico para a República Centro-Africana que controlava áreas no norte da República Centro-Africana, incluindo Moyenne-Sido, Kabo e Kaga-Bandoro. Em dezembro de 2020, al-Khatim e o MPC aderiram à Coalizão de Patriotas pela Mudança liderada por François Bozizé. Ele ordenou que seus combatentes atacassem Bangui em janeiro de 2021. Devido ao fracasso desta tentativa de golpe, al-Khatim foi forçado a fugir da República Centro-Africana e, desde junho de 2021, reside na capital do Chade, N'Djamena.